# Congressional Country Club

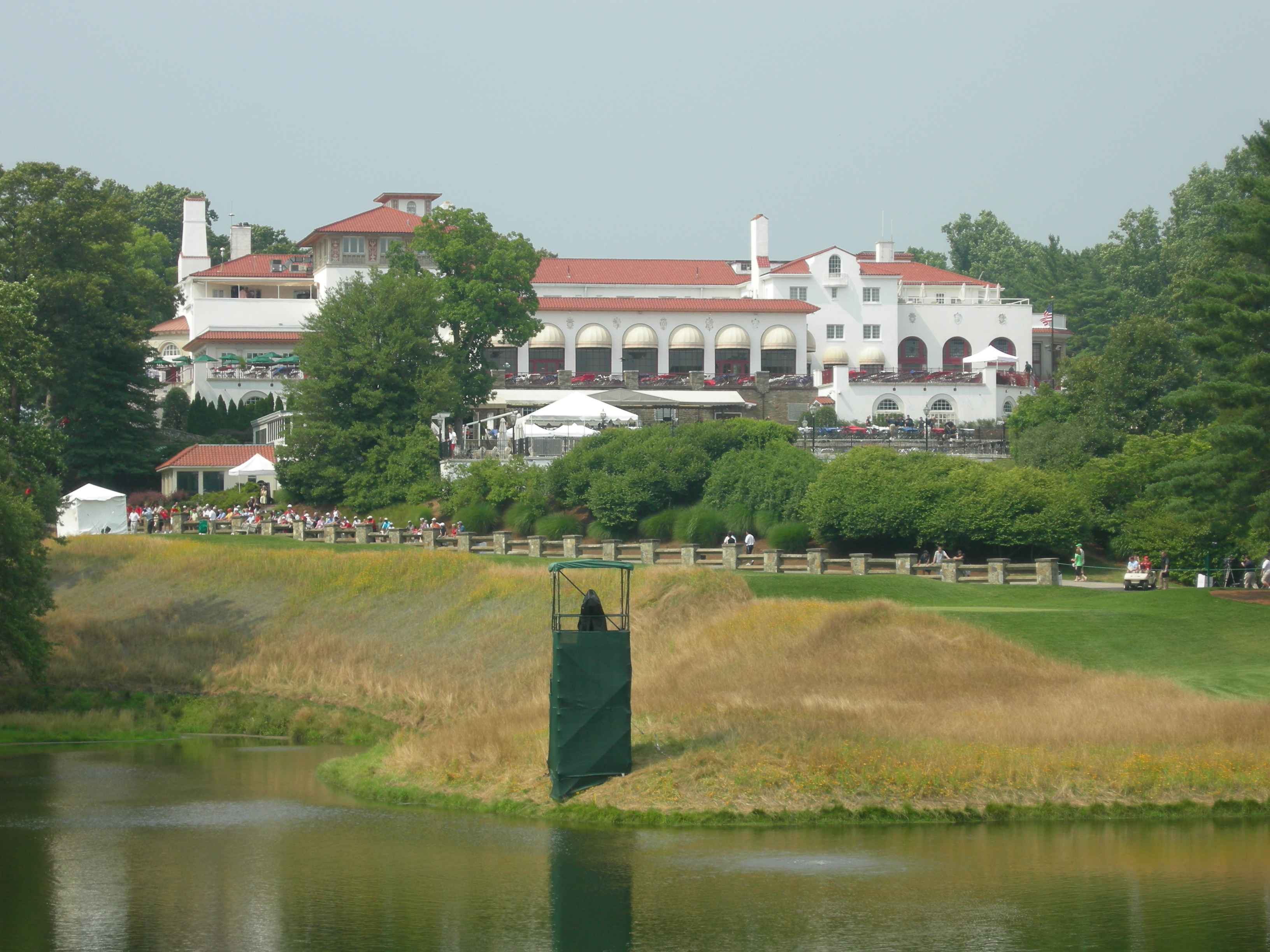
Clubhuis

De Congressional Country Club is een countryclub in Bethesda, in de Amerikaanse staat Maryland.
In 1921 werd besloten de golfclub op te richten om zo zakenlui en politici een rustige omgeving te geven waar zij elkaar konden ontmoeten. Herbert Hoover werd de voorzitter van de groep oprichters. Het duurde bijna drie jaren voordat alles klaar was.
De Blue course heeft een par van 70. Hij werd ontworpen door Donald J. Ross en geopend in 1924. In 1989 werd de baan door Rees Jones gerenoveerd. Er zijn nu 105 bunkers en 5 waterpartijen. Op deze baan werd twee keer het US Open gespeeld.
De andere baan heet de Gold Course en werd in 1977 aangelegd door Tom en George Fazio. In 2000 werd hij gerenoveerd door Arthur Hills. Hierop werd de AT&T National gespeeld. De greens zijn in 2010 vernieuwd en in 2011 is hier het US Open gespeeld.

## Toernooien
- AT&T National 3x
- Kemper Open: 1980-86, 2005
- US Open: 1964, 1997, 2011
- PGA Championship: 1976